# Celepharn
En el universo imaginario de J. R. R. Tolkien y en los apéndices de la novela El Señor de los Anillos, Celepharn es el cuarto rey de Arthedain. Es hijo de Mallor y nació en Fornost en el año 979 de la Tercera Edad del Sol. Su nombre es sindarin y puede traducirse como «plata real».
Asume el trono al morir su padre en 1110 T. E. Tras 81 años de reinado y 212 de vida, muere en 1191 T. E. Es sucedido por su hijo Celebrindor.